# CFR 060 DA sorozat
Az CFR 060 DA egy Co'Co' tengelyelrendezésű román dízelmozdony-sorozat. 1959 és 1993 között gyártotta a SLM, a Sulzer, a BBC és a Electroputere Craiova. Összesen 2496 készült a sorozatból.